# Hypognatha putumayo
Hypognatha putumayo là một loài nhện trong họ Araneidae.
Loài này thuộc chi Hypognatha. Hypognatha putumayo được Herbert Walter Levi miêu tả năm 1996.